# Acuerdo de Mocoretá
El Acuerdo de Mocoretá fue un pacto mediante el cual la comandancia general de Misiones aceptó subordinarse al gobernador de la provincia de Entre Ríos, Francisco Ramírez, y que poco después dio lugar a la incorporación a la efímera República de Entre Ríos. Tuvo lugar el 28 de julio de 1820 en la antigua estancia de San Gregorio junto al río Mocoretá, en la actual provincia argentina de Corrientes, región que entonces era parte de Misiones.

## Antecedentes
El 5 de marzo de 1820, el que fuera lugarteniente de Andrés Guazurary, Francisco Javier Sití, fue aclamado como comandante general interino de la provincia de Misiones, el 24 de abril firmó el Pacto de Ávalos con el líder de la Liga de los Pueblos Libres, José Gervasio Artigas, y con el gobernador correntino Juan Bautista Méndez. Durante la invasión a Misiones del gobernador Francisco Ramírez, en medio de la guerra entre Ramírez y Artigas, tras haber tomado Mandisoví, el primero derrotó al artiguista correntino López Chico en el combate de Mocoretá el 23 de julio. López Chico protegía con 400 hombres el camino hacia el campamento de Artigas en Avalos. El 24 de julio Sití tomó contacto con Ramírez por intermedio del cura de Asunción del Cambay, Martín Tixera, expresando que quería tratar:

(...) lo más conveniente con el señor Gobernador y general Francisco Ramírez, para que de este modo cesen las calamidades (...) Al efecto y para debida constancia lo firmo con mis inmediatos comandantes.
 Asunción del Miriñay, julio 24 de 1820.
 Francisco Sití, Blas Uré, Dionicio Alarcón, José Matías Abacú, Pablo Aramimbí y Pedro Cut.

El 25 de julio Sití adhirió al bando de Ramírez, firmando el 28 de julio el Acuerdo de Mocoretá con Manuel Olavarrieta, enviado de Ramírez. Sití reconoció a Ramírez la dirección de la comandancia general de Misiones, la cual a partir del 29 de septiembre pasó a ser el departamento de Misiones al ser creada la República de Entre Ríos.

## Acuerdo
Aunque no se conoce el texto del acuerdo, en Mocoretá Sití aceptó quedar subordinado a Ramírez, separándose del mando de Artigas, incluyendo el territorio misionero que dominaba y su ejército, debiendo ayudar a derrotar a Artigas. El 4 de septiembre de 1820 Ramírez ofició al portugués Francisco das Chagas Santos:

(...) desde el 28 de Junio [sic por julio] pasado, en que obedecieron solemnemente todos los guaraníes por medio de un Acta firmada por sus representantes, separándose desde aquél momento de Artigas, como único origen y primordial de los males que ha sometido este precioso territorio.

Se acordó que Ramírez quedaba como gobernador de Misiones, debiendo ayudar y proteger a los guaraníes misioneros, quienes, una vez asegurada la paz con los luso-brasileños podrían reconstruir los pueblos destruidos por estos y los paraguayos. 
Se garantizó a los misioneros que una vez concluida la guerra con Artigas, durante 10 años no se los obligaría a tomar las armas, excepto en caso de necesidad ante una invasión extranjera. 

## Fin del acuerdo
Ante las desavenencias entre Sití y Ramírez por la posesión de los yerbales, y los contactos del primero con el comandante portugués Francisco das Chagas Santos, el acuerdo fue roto en noviembre de 1820, culminando con el éxodo guaraní al territorio del Brasil y la ocupación de la capital misionera Asunción del Cambay por parte de Ramírez. Sití fue derrotado en Santo Tomé el 13 de diciembre de 1820 por las fuerzas de Gregorio Piris.